# الاحور

تعديل مصدري - تعديل

الاحور هي إحدى قرى محافظة ذمار في الجمهورية اليمنية.

## الموقع
تقع قرية الاحور في عزلة جبل اسحاق بمديرية المنار التابعة لمحافظة ذمار، في اليمن.

## السكان
بلغ عداد سكانها 258 نسمة بحسب تعداد اليمن لعام 2004.

## روابط خارجية
- الجهاز المركزي للإحصاء بالجمهورية اليمنية
- المركز الوطني للمعلومات باليمن
- الدليل الشامل